# Belle Plaine (Iowa)
Belle Plaine es una ciudad situada en el condado de Benton, en el estado de Iowa, Estados Unidos. Según el censo de 2000 tenía una población de 2.878 habitantes.

## Geografía
Según la Oficina del Censo de los Estados Unidos, la localidad tiene un área total de 8,40 km², de los cuales 8,37 km² corresponden a tierra firme y el restante 0,03 km² a agua, que representa el 0,36% de la superficie total de la localidad.

## Demografía
Según el censo de 2000, había 2.878 personas, 1.212 hogares y 749 familias residiendo en la localidad. La densidad de población era de 343,86 hab./km². Había 1.318 viviendas con una densidad media de 157,5 viviendas/km². El 98,92% de los habitantes eran blancos, el 0,07% afroamericanos, 0,03% amerindios, el 0,17% asiáticos, el 0,10% isleños del Pacífico , el 0,07% de otras razas, y el 0,63% pertenecía a dos o más razas. El 0,66% de la población eran hispanos o latinos de cualquier raza.
Según el censo, de los 1.212 hogares, en el 29,9% había menores de 18 años, el 49,5% pertenecía a parejas casadas, el 8,0% tenía a una mujer como cabeza de familia, y el 38,2% no eran familias. El 33,9% de los hogares estaba compuesto por un único individuo, y el 20,6% pertenecía a alguien mayor de 65 años viviendo solo. El tamaño promedio de los hogares era de 2,32 personas, y el de las familias de 2,97.
La población estaba distribuida en un 25,7 % de habitantes menores de 18 años, un 7,2% entre 18 y 24 años, un 26,6% de 25 a 44, un 19,6% de 45 a 64, y un 20,8% de 65 años o mayores. La media de edad era 39 años. Por cada 100 mujeres había 95,3 hombres. Por cada 100 mujeres de 18 años o más, había 86,3 hombres.
Los ingresos medios por hogar en la localidad eran de 36,316 dólares ($), y los ingresos medios por familia eran 47.105 $. Los hombres tenían unos ingresos medios de 31.750 $ frente a los 24.966 $ para las mujeres. La renta per cápita para la ciudad era de 16.321 $. El 7,0% de la población y el 3,3% de las familias estaban por debajo del umbral de pobreza. El 5,3% de los menores de 18 años y el 10,6% de los habitantes de 65 años o más vivían por debajo del umbral de pobreza.